# 마리오 하스
마리오 하스(독일어: Mario Haas, 1974년 9월 16일 ~ )는 오스트리아의 전 축구 선수로서, 현역 시절 포지션은 공격수였다.

## 축구인 경력

### 선수 경력
그의 고향을 연고로 한 슈투름 그라츠에서 선수 생활을 시작한 하스는 1994-95 시즌부터 주전 공격수로 활약하기 시작하였다. 1997-98 시즌, 1998-99 시즌 팀에 2회 연속 리그 우승을 안겨준 후 1999년 프랑스의 RC 스트라스부르로 이적하였으나 컨디션 난조로 1시즌 반을 소화하는 동안 27경기에 출전하여 3골을 기록하는 데 그쳤다.
원 소속팀인 슈투름 그라츠로 복귀하여 5시즌을 소화한 후 제프 유나이티드 이치하라 지바로 이적하였다. 2005년 J리그컵 우승에 기여하여 팀에 첫 우승 타이틀을 안겨주었다. 2006 시즌 종료 후 다시 슈투름 그라츠로 이적하였다.

### 국가대표 경력
1996년엔 오스트리아 대표팀에 선발되어 A매치 데뷔전을 치렀다. 이후 프랑스 월드컵에 참가하는 등 대표팀과 소속팀을 오가며 활발히 활약하였고 2007년 스코틀랜드와의 경기를 끝으로 대표팀에서 은퇴할 때까지 A매치 43경기에 출전하여 7골을 기록하였다.